# راشل گازول
راشل گازول (به انگلیسی: Rachel Goswell) (زاده ۱۶ مهٔ ۱۹۷۱) یک خواننده و ترانه‌سرای انگلیسی است که بیشتر به عنوان خواننده و گیتاریست گروه شوگیزینگ اسلودایو شناخته می‌شود. گازول به همراه نیل هالستد، یان مک‌کاچن و عضو سابق گروه چپترهاوس، سیمون رو گروه موهاوی ۳ را بنیان نهادند. آن‌ها بعدها با گروه اسلودایو بیشتر به موسیقی کانتری و فولک راک پرداختند. او در سال ۲۰۰۴ یک آلبوم انفرادی را با نام امواج جهانی در ۴ای‌دی منتشر کرد.